# Dichistius
Los peces galeón son el género Dichistius, el único de la familia Dichistiidae, una familia de peces marinos  y de agua salobre incluida en el orden Perciformes. Se distribuyen por la costa de África, tanto la que baña el océano Índico, incluida Madagascar, como la mitad sur de su costa al océano Atlántico.
Su nombre procede del griego dichao, que significa dividido en dos partes.

## Morfología
Cuerpo relativamente comprimido lateralmente y alto; en la aleta dorsal tiene 10 espinas y de 18 a 23 radios blandos, mientras que la aleta anal tiene tres espinas y 13 o 14 radios blandos; membranas branquiales unidas al istmo; boca pequeña con algunos dientes parecidos a incisivos.

## Especies
Antiguamente encuadrados dentro de la familia Coracinidae. Existen dos especies agrupadas en este género y familia:
- Dichistius capensis (Cuvier, 1831) - Damba
- Dichistius multifasciatus (Pellegrin, 1914) - Galeón rayado